# Resolució 1938 del Consell de Seguretat de les Nacions Unides
La Resolució 1938 del Consell de Seguretat de les Nacions Unides fou adoptada per unanimitat el 15 de setembre de 2010. Després de recordar les resolucions anteriors sobre la situació a Libèria, incloses les resolucions 1509 (2003), 1626 (2005), 1836 (2005) i Resolució 1885 (2009), el Consell va ampliar el mandat de la Missió de les Nacions Unides a Libèria (UNMIL) per uns altres dotze mesos fins al 30 de setembre de 2011 i la va requerir per proporcionar assistència electoral.

## Resolució

### Observacions
En el preàmbul de la resolució, el Consell va acollir amb beneplàcit els esforços del govern liberià pel que fa a la recuperació econòmica, la reconciliació nacional, la lluita contra la corrupció política i la promoció de la bona governança. Va assenyalar un informe de la Comissió de la Veritat i la Reconciliació com a part d'un procés per avançar cap a la reconciliació nacional i abordar les causes fonamentals del conflicte liberià. El Consell va declarar que el bon funcionament de les institucions governamentals era essencials per a una estabilitat duradora a Libèria i la regió.
Mentrestant, la resolució va cridar l'atenció sobre la retirada de la missió de la UNMIL i la transferència de responsabilitats a les autoritats liberianes. Va reconèixer alguns avenços en la reforma i va reconèixer altres desafiaments.

### Actes
Actuant sota el Capítol VII de la Carta de les Nacions Unides, el Consell va ampliar el mandat i l'autorització de la UNMIL per ajudar a preparar les eleccions generals. Es va instar a les autoritats liberianes a assegurar-se que es tractés de qüestions pendents per facilitar els preparatius adequats per a les eleccions. Va aprovar la recomanació del Secretari General Ban Ki-moon que la celebració d'eleccions lliures i justes era essencial per a la sortida de la UNMIL.
La resolució va encoratjar tant a la UNMIL com al govern de Libèria a avançar en la transició de responsabilitats de la primera a aquesta, i va reafirmar la seva decisió de redistribuir tropes si fos necessari d'acord amb la Resolució 1609 (2005). Es va sol·licitar a la Comissió de Consolidació de la Pau que informés sobre la seva última missió al país i sobre la reforma del sector de la seguretat, estat de dret i reconciliació nacional.
Finalment, es va demanar al secretari general que informés sobre la situació a Libèria i continués monitoritzant les capacitats de la Policia Nacional Liberiana i el progrés amb punts de referència clau.